# RKTVV
RKTVV was een voetbalvereniging uit Tilburg die op 4 maart 1917 werd opgericht als RKTVV Wilhelmina. Nadat het namenrecht ingevoerd werd in het Nederlandse voetbal, wijzigde de club in 1921 haar naam in RKTVV. Dit moest omdat RKTVV in één klasse kwam te spelen met Wilhelmina '08 uit Weert en gelijke namen waren verboden. Wilhelmina '08 was opgericht in 1908 en had daarom de oudste rechten. RKTVV schrapte daarom dat gedeelte van de clubnaam.
RKTVV staat voor Rooms-Katholieke Tilburgse Voetbal Vereniging. De clubkleuren zijn rood-wit-blauw, vormgegeven in het tenue in eenzelfde patroon als dat van stadgenoot Willem II.
Op 1 juli 2017 fuseerden LONGA, NOAD en RKTVV samen tot FC Tilburg.

## Historie
Het ontstaan van RKTVV kwam voort uit een toevallige samenloop van omstandigheden. Een postbode moest in 1917 een brief bezorgen aan een voetbalclub in de Tilburgse wijk Hasselt. Deze club bestond alleen niet meer. Omdat hij wist dat bakker Van der Aa in de Hasseltstraat zonen had die bij patronaatsclub Argus voetbalden, leverde hij de brief daar af. Het was een uitnodiging van voetbalclub ODO uit de eveneens Tilburgse wijk Korvel om mee te doen aan wat wedstrijden. De oudste zoon van Van der Aa haalde er tien anderen bij die het jongenspatronaat hadden verlaten. ODO vond het prima en nodigde de jongens ook voor de volgende week uit. Daarop richtten zij samen RKTVV (Wilhelmina) op.
Het eerste eigen veld van RKTVV lag vlak bij restaurant Boerke Mutsaers in de Tilburgse wijk 't Zand. Daar werd de club in 1920, 1930 en 1931 landskampioen van de Rooms-Katholieke Federatie. RKTVV verhuisde vervolgens naar een sportcomplex aan de Weverstraat en van daaruit naar Sportpark Noord aan de Rueckertbaan, eveneens in 't Zand. Op dit sportpark is ook voetbalvereniging VV SVG gevestigd.

## Erelijst
Rooms-Katholieke Federatie
Landskampioen 1920, 1930, 1931

## Competitieresultaten 1941–2017
| 8 2C |

| 2 2D |

| 4 2D |

| 8 2D |

|  |

| 10 |

| 11 |

| 9 2B |

| 9 2A |

| 2 2B |

| 2 2A |

| 11 2A |

| 12 2A |

| 8 3B |

| 9 3B |

| 12 3B |

| 3 4E |

| 1 4E |

| 5 3B |

| 7 3B |

| 7 3B |

| 8 3C |

| 4 3C |

| 10 3C |

| 8 3C |

| 2 3C |

| 3 3C |

| 1 3C |

| 4 2B |

| 3 2B |

| 5 2B |

| 12 2B |

| 9 2B |

| 1 2B |

| 7 1E |

| 5 1E |

| 10 1E |

| 7 1E |

| 3 1E |

| 8 1E |

| 1 1E |

| 7 1E |

| 12 1E |

| 1 2B |

| 6 1E |

| 5 1E |

| 10 1E |

| 10 1E |

| 11 1E |

| 8 2B |

| 5 2B |

| 1 2B |

| 6 1E |

| 10 1E |

| 9 2B |

| 6 2B |

| 9 2E |

| 11 2E |

| 1 3B |

| 8 2E |

| 8 2E |

| 8 2E |

| 10 2F |

| 2 3C |

| 9 3B |

| 3 3C |

| 4 3B |

| 6 3B |

| 5 3B |

| 7 3B |

| 12 3B |

| 5 4E |

| 1 4E |

| 2 3B |

| 8 2E |

| 1 2E |

| 10 1C |

| Eerste klasse | Tweede klasse | Derde klasse | Vierde klasse |

In elke staaf van de grafiek staat van boven naar beneden vermeld: 
- Eindnotering

Dit is de positie die de club heeft bereikt in de competitie, zonder eventuele beslissings-, play-off- of nacompetitiewedstrijden die nodig zijn geweest om bijvoorbeeld de kampioen van de competitie te bepalen.
Indien een * achter het getal staat is de notering een tussenstand en kan het zijn dat de notering niet overeenkomt met de uiteindelijke eindstand van de competitie.
Staat er een - dan is het seizoen nog bezig en is er geen definitieve uitslag bekend.
Staat er xx op de positie van de notering, dan heeft de club vroegtijdig de competitie verlaten. Dit kan onder andere komen door terugtrekking van het team, faillissement van de club of door een uitgedeelde straf van de KNVB. In veel gevallen staat elders in het artikel de reden vermeld.
Staat er een ? dan is het resultaat uit het verleden onbekend, en is alleen de competitie of het niveau bekend van dat seizoen.
In de seizoenen 2019/20 en 2020/21 werd wegens de coronacrisis het amateurvoetbal afgebroken. Daardoor kennen deze staven geen eindklassering (middels -- weergegeven).
- Competitieniveau en afdelingsletter of Officiële eindstand Eredivisie
  - Competitieniveau en afdelingsletter

Hierbij geeft het getal het niveau weer, dat ook terug te vinden is in de legenda. De letter is de afdelingsaanduiding en wordt gebruikt wanneer er meer afdelingen zijn op hetzelfde niveau. De afdelingsletter is altijd een hoofdletter en wordt meestal zonder nummer gebruikt.
Voorbeeld: 2F is niveau 2e klasse competitie F.
Het competitieniveau en nummer wordt niet vermeld wanneer er slechts één competitie van dit niveau was.
  - Officiële eindstand Eredivisie (getal staat tussen haakjes vermeld)

Sinds de introductie van play-offwedstrijden voor Europees voetbal na afloop van de reguliere competitie in 2005/06, is de KNVB verplicht een eindstand van de Eredivisie door te geven aan de UEFA aan de hand van deze play-offwedstrijden.
Bij deze eindstand staan clubs die zich hebben gekwalificeerd voor Europees voetbal hoger dan clubs die zich niet wisten te kwalificeren. Indien er geen verschil was tussen de eindnotering en de officiële eindstand, staat dit getal niet vermeld.

- Onderafdeling

Hier staat afgekort de naam van de onderafdeling indien de club in dat jaar in een onderafdeling uitkwam. Tevens staat deze afkorting in de legenda en wordt gelinkt naar het artikel over deze onderafdeling. Deze afkorting wordt alleen vermeld wanneer de club in het verleden in verschillende onderafdelingen heeft gespeeld. Deze vermelding is in de staaf altijd in kleine letters. Deze onderafdelingen zijn na het seizoen 1995/96 afgeschaft. Heeft de club in slechts één onderafdeling gespeeld, dan is dit alleen terug te vinden in de legenda.
Onder de staaf staat het jaartal vermeld waarin het seizoen is afgesloten. 15 verwijst naar het seizoen 2014/15 of eventueel het seizoen 1914/15.
Wanneer een staaf leeg is, zijn deze gegevens niet bekend. Het kan ook zijn dat de club dat seizoen niet heeft meegespeeld op het hogere amateurniveau, vroegtijdig de competitie heeft verlaten of uit de competitie is gezet.

In het seizoen 1944/45 was er wegens de Tweede Wereldoorlog geen regulier competitievoetbal.

## Bekende oud-spelers
Onder andere de volgende spelers speelden bij RKTVV voordat ze profvoetballer werden:
- Bud Brocken
- Edwin Hermans
- Con Hultermans
- John Lammers
- Michael de Leeuw
- Irvingly van Eijma
- Torino Hunte